# Federico Visconti

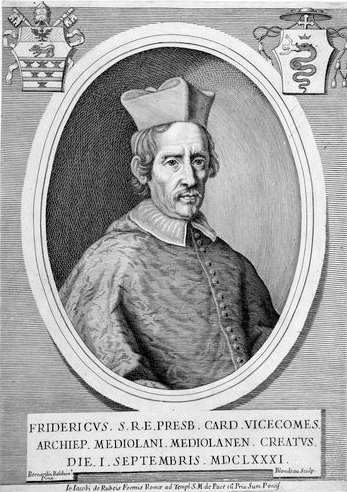
Federico Kardinal Visconti (Porträt von Jaques Blondeau, um 1685)

Federico Visconti (* 1617 in Mailand; † 7. Januar 1693 in Mailand) war ein italienischer Kardinal und katholischer Erzbischof.

## Leben

Kardinalswappen der Kardinäle des Hauses Visconti

### Familiärer Hintergrund
Federico Visconti wurde 1617 in Mailand als ältester von sechs Söhnen der Adelsfamilie Visconti von Carbonara geboren, die mit der Mailänder Herzogsfamilie verwandt ist. Sein Vater war Carlo Visconti, Graf von Carbonaro und Generalschatzmeister von Mailand, während seine Mutter Francesca Perrone, Gräfin von San Martino, war. Weitere Brüder von ihm waren Alessandro, Girolamo, Pierluca, Gianluigi und Giovanni. Federico war seinerseits Neffe von Francesco Visconti, dem Bischof von Cremona.

### Frühe Jahre
Er studierte an der von den Jesuiten geleiteten Akademie von Brera in Mailand, wo er in Philosophie promoviert wurde, und wechselte dann an die Universität Bologna, wo er 1639 auch in Rechtswissenschaften promoviert wurde und dann dem Almo Collegio Borromeo beitrat. Seine kuriale Laufbahn begann er in Rom als Konsistorialadvokat.
Nach seiner Rückkehr nach Mailand war er Primicerius des Capitolo Metropolitano (1646).
Im Jahr 1658 kehrte er nach Rom zurück und wurde im Juni 1664 Vizegouverneur von Tivoli, bevor er Gouverneur von Città di Castello (1665) und Montalto (ab 9. Juli 1666) wurde. Im Jahre 1667 wurde er Auditor der Römischen Rota.

### Erzbischof von Mailand

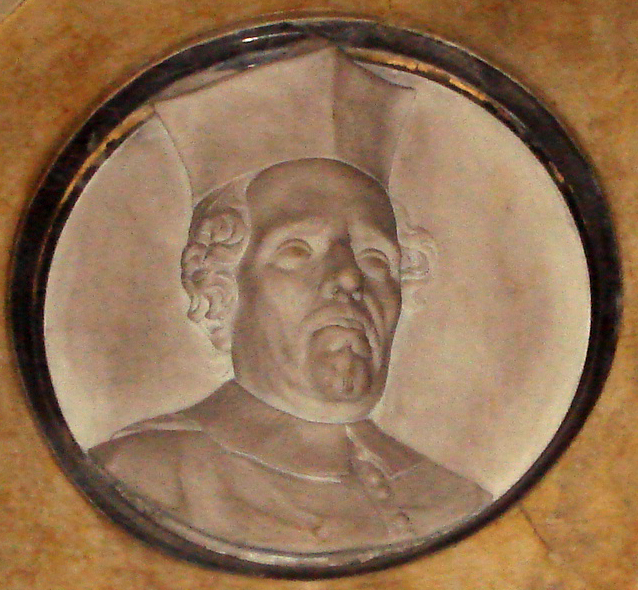
Relief von Kardinal Federico Visconti in der Scurolo di San Carlo im Mailänder Dom

Federico Visconto wurde am 23. Juli 1681 zum Erzbischof von Mailand erwählt. Die Bischofsweihe erfolgte am 22. September desselben Jahres in Rom durch Kardinal Gaspare Carpegna; Mitkonsekratoren waren Egidio Colonna, Lateinischer Patriarch von Jerusalem, und Erzbischof Francesco Casati. In Mailand widmete sich Visconti unter anderem der Bautätigkeit, indem er die Arbeiten an den Türen des Mailänder Doms abschloss und die Freitreppe und den Platz fertigstellen ließ.
Im Konsistorium vom 1. September 1681 wurde er von Papst Innozenz XI. zum Kardinal erhoben mit dem Rang eines Kardinalpriesters. Am darauffolgenden 4. September erhielt er den Kardinalshut und die Titelkirche Sant'Alessio.
Mit Eifer führte er zahlreiche Pastoralbesuche in seiner Erzdiözese durch und feierte am 3. September 1687 eine Diözesansynode. Besondere Aufmerksamkeit widmete er der Liturgie und den sakralen Riten: 1682 erinnerte er alle Domherren des Mailänder Doms offiziell daran, wie wichtig es ist, die Stundengebete korrekt zu feiern und zu rezitieren und ordnete ihre Anwesenheit im Chor an. 1685 führte er auch in der Erzdiözese Mailand die Feier des Festes Unserer Lieben Frau vom Berg Karmel ein. Im Jahr 1687 veröffentlichte er das Rituale Sacramentorum und druckte 1689 den Pontificale Ambrosiano nach.

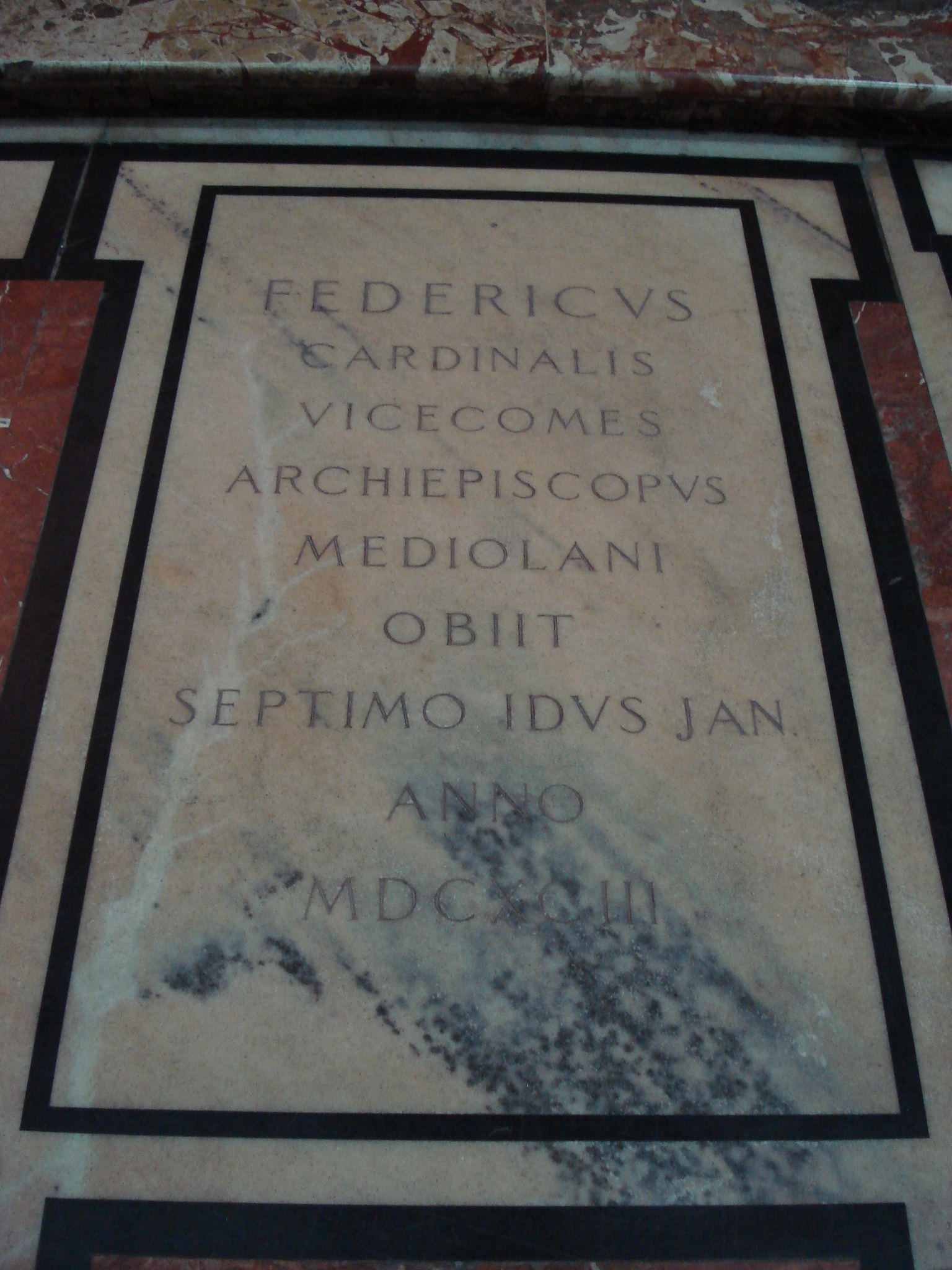
Kardinal Federico Viscontis Grab im Mailänder Dom

Kardinal Visconti widmete auch den Priesterseminaren große Aufmerksamkeit. 1682 eröffnete er das Seminar in Pollegio, das 1673 von den Schweizer Behörden geschlossen worden war, gründete 1682 das Hauptseminar und schlug Seminare für Theologie, Philosophie und Logik vor, wobei er die Lehrstühle für Philosophie und Theologie wieder einrichtete. Er schloss den Bau der Portale an der Fassade des Mailänder Doms ab und gestaltete die Wohnungen des Erzbischöflichen Palastes neu und nutzte diese nicht nur als Winterresidenz, wie es bei seinen Vorgängern der Fall war. In diesem Erneuerungsprozess ließ er auch die erzbischöfliche Villa von Groppello restaurieren.
Im Jahr 1688 wies er eine Gruppe von mystischen Astrologen ab und verurteilte sie, da sie die Mailänder Bevölkerung mit Drohungen von großen Unglücken in Angst versetzt hatten. Er unterhielt gute Beziehungen zu den politischen Autoritäten. Am 7. August 1682 bat er den Klerus um eine eindeutige Auslegung des Asylrechts und im darauffolgenden Jahr erhielt er von der Kongregation für die kirchliche Immunität das Recht, Deserteure von sicheren Orten zu entfernen. Er achtete auf die Bedürfnisse des Militärs und war großzügig mit den Soldaten, die an der Belagerung von Wien am 14. Juni 1683 im Kampf gegen die Türken teilgenommen hatten.
Kardinal Visconti war ein eifriger Hüter der Disziplin der Mailänder Nonnen und befahl 1686, Berufungen auf der Grundlage der vom Konzil von Trient festgelegten Bestimmungen zu prüfen. Im selben Jahr wiederholte er die Bestimmungen seiner Vorgänger zur Frauenmode in der Kirche.
Er nahm am Konklave von 1689 teil, das Papst Alexander VIII. wählte. Er trat in das Konklave von 1691 ein, das später Papst Innozenz XII. wählte, musste es jedoch am 19. Juni 1691 nach der Hälfte der Feierlichkeiten verlassen und wegen eines plötzlich aufgetretenen Fiebers aus Rom abreisen, so konnte er am letzten Wahlgang nicht teilnehmen.
Federico Visconti starb am 7. Januar 1693 um vier Uhr nachmittags im Alter von 75 Jahren im Erzbischöflichen Palast von Mailand. Sein Leichnam wurde in der Kathedrale aufgebahrt und vor dem Altar der Madonna dell’Albero beigesetzt.
Mit einem Vermächtnis aus seinem Testament stellte er eine beträchtliche Summe für die Fertigstellung der Statue des Sancarlone von Arona zur Verfügung.

### Kunstsammlung
Die Leidenschaft für die Kunst hängt zum Teil mit seiner Verwandtschaft zu Federico Borromeo, einem großen Kunstliebhaber, zusammen. Dessen Schwester Isabella hatte den Großvater von Federico Visconti, Girolamo, geheiratet. 1689 schenkte Federico Visconti der Mensa des Erzbistums einen großen Teil seiner Gemäldesammlung. Diese stammen zum Teil aus dem Vermächtnis seines Bruders Alessandro Visconti, der 1685 unter anderem eine Sammlung von 316 Gemälden aus seiner Mailänder Residenz hinterließ. Zu dieser kamen 1667 von seinem Cousin Francesco Visconti hinterlassenen Gemälde und jene aus dem Vermächtnis seines Onkels Giulio Cesare Visconti, Primicerius des Doms und Testamentsvollstrecker von Federico Borromeo.